# كول مبومبو
كول مبومبو (بالإنجليزية: Kule Mbombo)‏ (مواليد 10 مايو 1996) هو لاعب كرة قدم من الكونغو الديمقراطية ، يجيد اللعب في الهجوم ، لعب سابقاً لنادي دبا الحصن الإماراتي.

## روابط خارجية
كول مبومبو على موقع قاعدة بيانات كرة القدم.إي يو (الإنجليزية)
- كول مبومبو على موقع Soccerway.com (الإنجليزية)